# Palazzo Conti Castelli
Palazzo Conti Castelli (già Palazzo Bolognetti, poi Palazzo Mattei-Venturoli) è un edificio del centro storico di Bologna.

## Storia
In origine, il palazzo era la residenza senatoria dei Bolognetti. Nel 1741 fu acquistato dai fratelli Pietro e Sebastiano Rocco, figli di Matteo Conti, un operaio divenuto paggio d'alabarda e poi impiegato di Marc'Antonio Ercolani. Matteo Conti si fece fortuna da sé, diventando tesoriere delle Romagne e sposando una Panzacchi, famiglia già ricca per mercature e negozi.
Pietro Conti, che aveva sposato l'ereditiera Rosa Castelli, e Sebastiano Rocco, dottore aggregato al Collegio dei Legisti e canonico di San Petronio, restaurarono il palazzo, rinnovandone la facciata ed elevandolo di un piano. I Conti Castelli continuarono ad abitarvi almeno fino al 1850.
Nel 1846, il palazzo fu acquistato da Cesare e Giuseppe Mattei, che lo tennero fino al 1896. Cesare Mattei, inventore dell'elettromeopatia e costruttore della rocchetta a Riola di Vergato, lo lasciò in eredità al figlio adottivo Mario Venturoli, i cui discendenti lo posseggono tuttora.

## Struttura
Nel corso dei secoli, il palazzo ha subito diversi cambiamenti strutturali. I fratelli Conti Castelli lo restaurarono, rinnovando la facciata ed elevandolo di un piano. I Villani apportarono ulteriori modifiche, tra cui la realizzazione di un giardino interno. I Mattei, infine, ne modificarono l'aspetto interno, dandogli un'impronta neoclassica.
Palazzo Conti Castelli Mattei è un importante edificio storico che testimonia la ricchezza e la potenza delle famiglie nobiliari che lo hanno posseduto nel corso dei secoli. Il palazzo è anche un importante esempio di architettura civile bolognese.